# Vinni-Puch idët v gosti
Vinni-Puch idët v gosti (in russo Винни-Пух идёт в гости?) è un cortometraggio animato sovietico del 1971. Si tratta del secondo episodio della serie ispirata al personaggio di Winnie the Pooh dopo Vinni-Puch (1969) e prima di Vinni-Puch i den' zabot (1972).